# Hohes Genist
Hohes Genist, auch Himmelfahrt (Christi) war ein Bergwerk im Bergrevier Johanngeorgenstadt im sächsischen Erzgebirge, das bereits vor der Gründung von Johanngeorgenstadt im Jahre 1654 existierte. Nachdem der Abbau zum Erliegen gekommen war, erfolgte 1672 eine neue Mutung unter dem Namen Himmelfahrt. Nach nur kurzer Betriebsdauer wurde der Bergwerksbetrieb eingestellt, aber bereits 1680 unter dem Namen Hohes Genist und Himmelfahrt zum wiederholten Male aufgenommen.